# Zach Garrett
Zach Garrett (8 aprile 1995) è un arciere statunitense, vincitore di una medaglia d'argento ai Giochi della XXXI Olimpiade nella prova a squadre.

## Palmarès
- Olimpiadi

Rio de Janeiro 2016: argento nella prova a squadre
- Giochi Panamericani

Toronto 2015: argento nella prova a squadre